# 정충구
정충구(1969년 5월 26일 ~ )는 대한민국의 배우이다.

## 이력
1990년 연극배우 첫 데뷔하였다.

## 출연작

### 영화
- 《기억의 소리》 (2016년) - 김 감독 역
- 《고산자, 대동여지도》 (2016년) - 어물장수 역
- 《덕혜옹주》 (2016년) - 다이토중공업 조선인들 역
- 《군도: 민란의 시대》 (2014년) - 옥사 백성 1 역

### 드라마
- 《웰컴2라이프》 (MBC, 2019년) - 미화원2 역
- 《모범형사 시즌1》 (JTBC, 2020년)
- 《무브 투 헤븐: 나는 유품정리사입니다》 (Netflix, 2021년) - 김선우의 아버지 역
- 《내일》 (MBC, 2022년) - 고물상 주인 역
- 《정신병동에도 아침이 와요》 (Netflix, 2023년) - 유찬의 아버지 역

### 연극
- 《이랑》 -월직차사 역
- 《뽕짝》- 염동균 역
- 《오 마이 슈퍼맨》 - 김태식 역
- 《내 안에 침팬지가 산다》 - 허영세 역
- 《마술도시》- 마술사 역
- 《로베르토 쥬코》 - 로베르토 쥬코 역
- 《저승》- 저승사자 역
- 《30분의7》 - 최 기자 / 경찰 역
- 《환장지경》- 양녕대군 역
- 《죽기살기》 - 정두 역
- 《처용의 노래》 - 역신 역